# Jordi Colomer i Calsina
Jordi Colomer (Barcelona, 23 de febrer de 1962) és un artista català. És un dels artistes més destacats en el camp de la videoinstal·lació a l'Estat espanyol. Va iniciar la seva trajectòria als anys vuitanta en l'àmbit de l'escultura, el dibuix i el collage. A partir dels noranta, però, la seva obra es va decantar cada vegada més cap a altres disciplines, com l'escenografia i la fotografia, per acabar, finalment, en el terreny de la videoinstal·lació. El seu projecte és una investigació multidisciplinària on objectes, imatges i escenaris dialoguen per suscitar reflexions sobre la tradició cultural, l'estatut de l'art o el rol de l’habitant en la ciutat contemporània. La Fundació Joan Miró va acollir, l'any 1986, la seva primera exposició individual, Prototips ideals. Des de llavors, la seva obra s'ha exposat arreu del món i és present en diverses col·leccions públiques com la del MACBA, el MNCARS o el Centre Georges Pompidou. Ha treballat també com a escenògraf en obres de Joan Brossa, Samuel Beckett, Valère Novarina i Robert Ashley.

## Biografia
Cursà estudis a l'escola Eina, d'història de l'art i d'arquitectura tots ells a la seva ciutat natal. El 1986 té lloc la seva primera exposició individual a la Fundació Joan Miró de Barcelona, sota el títol "prototips ideals". Des de llavors, ha exposat per tot l'Estat i a nombrosos països europeus i d'Amèrica. La seva obra és representada en diverses col·leccions públiques, com el MACBA, el Museu Reina Sofía, el Centre Georges Pompidou o el MUMOK de Viena. Ha treballat també com a escenògraf en obres de Joan Brossa, Samuel Beckett, Valère Novarina i Robert Ashley.
A partir de 1989 es fa patent la seva preocupació en l'articulació de l'espai i la naturalesa constructiva de l'objecte on els elements formals i simbòlics participen en la definició de l'escultura com entitat, en una línia d'investigació on comença a prendre força l'escenografia. Entre 1991 i 1996, residí a París ciutat a la que retorna novament el 2001. Les obres d'aquesta primera residència parisenca complementen una intensificació de la resolució arquitectònica de l'espai amb referències a entorns domèstics, entesos com a llocs on els objectes funcionen de vestigis d'existències.
A partir de 1996 treballa amb fotografia i vídeo, mitjà amb el que introdueix explícitament el temps i els actors parlen d'espais urbans i situacions domèstiques on la familiaritat es veu alterada per les constants referències al caràcter artificial de la seva posada en escena. Colomer integra el caràcter objectual dels seus treballs precedents, servint-se dels nous llenguatges que ofereixen els mitjans audio-visuals en situacions de rel beckettiana. D'aquest període és la vídeo-instal·lació Simo (1997) a la que seguiran nombroses obres realitzades en estudi. En un segon període els seus personatges es confronten a la ciutat. La sèrie Anarchitekton (Barcelona, Bucarest, Brasilia, Osaka) realitzada entre el 2002 i el 2004, és una de les més emblemàtiques. En aquesta sèrie el personatge encarnat per Idroj Sanicne porta maquetes de cartró i fusta, rèpliques crítiques d'edificis reals i a través dels canvis d'escala descriu una deriva sarcàstica i reivindicativa alhora. D'altres obres que cal citar, Le Dortoir (2001), Un crime (2005), Arabian Stars (2005), No future (2006), l’Avenir (2011), X-Ville (2015), Join-Us! (2017). El desembre del 2008 el Jeu de Paume de París li dedicà una important exposició retrospectiva. Ha participat en nombroses biennals entre elles a la 57a edició de la biennal de Venècia (2017) representant el pavelló d’Espanya i a dues edicions de Manifesta, a St.Petersburg (2014) i a Palerm (2018).El 2018 funda amb Carolina Olivares i Eduard Escoffet,"La Infinita" espai situat a l'Hospitalet de Llobregat (Barcelona), un laboratori autogestionat de producció y residències que te per missió crear vincles entre les Arts visuals i les Arts de l'escena https://www.lainfinitalh.org.
L'any 2024 Jordi Colomer va obtenir el Premi Ciutat de Barcelona d'Arts visuals per l’exposició Façana, Foto, Festa, Futur, Fideus dedicada al món festiu, que es va presentar al MACBA.

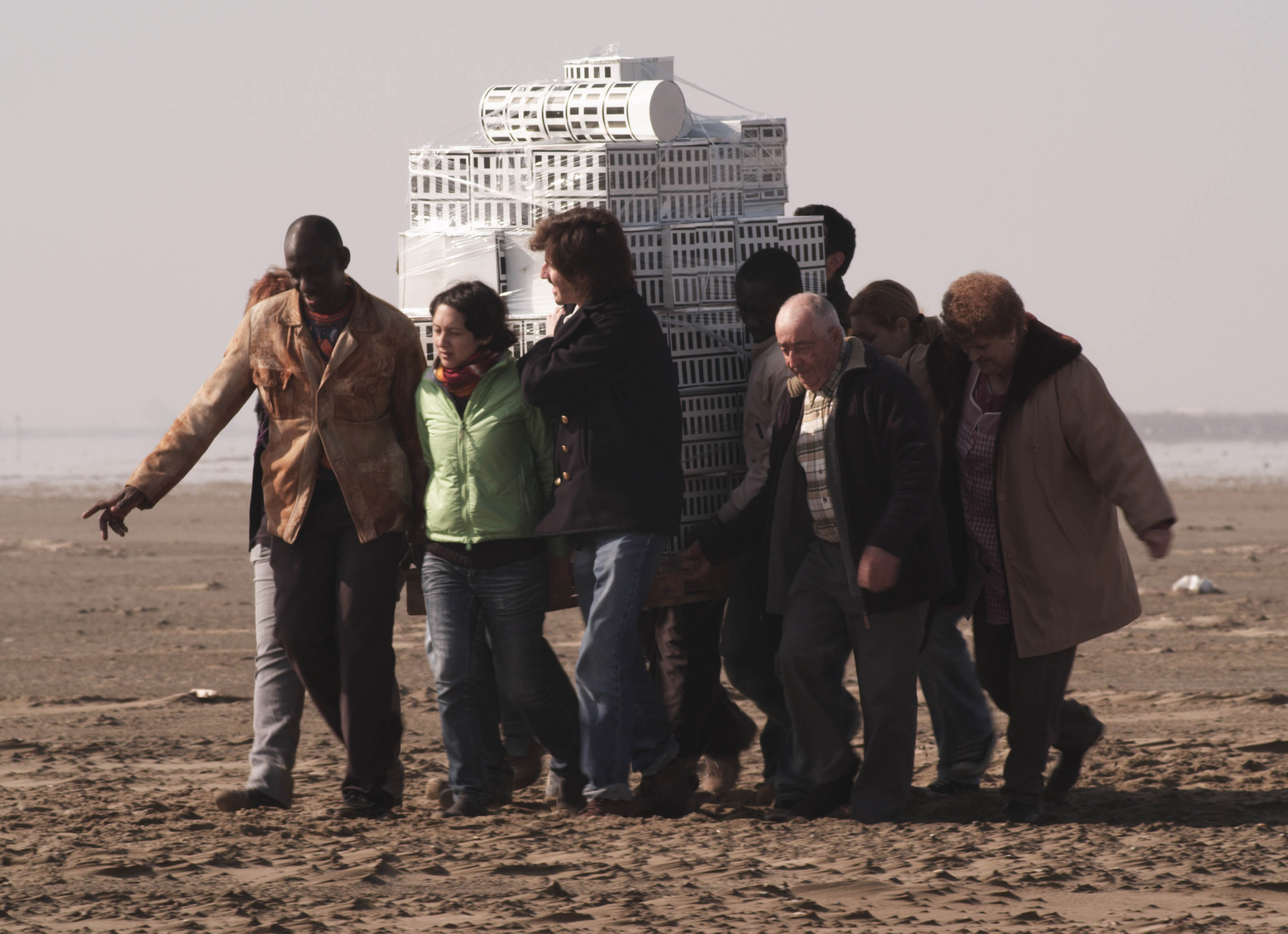
jordi colomer. L'avenir. 2011

## Obra
Avui considerat un dels artistes fonamentals de la instal·lació de vídeo a Espanya, Jordi Colomer va començar
la seva trajectòria a partir del mitjà escultòric. La seva triple formació com a arquitecte, artista i historiador de l'art li permetia vincular els volums formals a la crítica irònica de l'estatus de l'art contemporani i les seves institucions, alhora que reflexionava sobre les formes populars com a eines crítiques per analitzar els llenguatges establerts per la tradició de la modernitat.
Les seves primeres incursions plàstiques es mouen en el terreny de l'escultura, el dibuix i el collage. En la seva producció objectual busca les vinculacions que s'estableixen entre els objectes en l'espai o el funcionament tridimensional d'aquests. Escull un univers de motius (banyeres, vaixells, martells), reduïts a fragments en moltes ocasions, on manté les al·lusions a l'atzar a través de certa pervivència de la idea de l'objet trouvé.

## Exposicions rellevants
Llista incompleta:
- 2008 - Jeu de Paume (París)[7]
- 2014 - Manifesta X (St. Petersburg, Rússia)
- 2017 - 57 Biennale di Venezia (Venecia, Italia)
- 2018 - Manifesta XII (Palermo, Italia)
- 2024 - MACBA (Barcelona)[8]